# Asia Muhammad
Asia Muhammad, née le 4 avril 1991 à Long Beach, est une joueuse de tennis américaine professionnelle.

## Carrière
Elle remporte plusieurs titres en double et, en 2024, elle parvient à remporter son 1er tournoi WTA 1000 en double à Cincinnati.
En 2025, elle remporte son deuxième titre WTA 1000 en double à Indian Wells avec Demi Schuurs. Ce titre lui permet d'accéder à la 8e place du classement mondial en doubles, son meilleur classement.

## Palmarès

### Titres en double dames
| No | Date       | Nom et lieu du tournoi                 | Catégorie | Dotation    | Surface         | Partenaire        | Finalistes                               | Score             |          |
| -- | ---------- | -------------------------------------- | --------- | ----------- | --------------- | ----------------- | ---------------------------------------- | ----------------- | -------- |
| 1  | 08-06-2015 | Topshelf Open Bois-le-Duc              | Intern'l  | 250 000 $   | Gazon (ext.)    | Laura Siegemund   | Jelena Janković Anastasia Pavlyuchenkova | 6-3, 7-5          | Parcours |
| 2  | 19-09-2016 | Guangzhou International Open Guangzhou | Intern'l  | 250 000 $   | Dur (ext.)      | Peng Shuai        | Olga Govortsova Vera Lapko               | 6-2, 7-63         | Parcours |
| 3  | 10-09-2018 | Coupe Banque Nationale Québec          | Intern'l  | 226 750 $   | Moquette (int.) | Maria Sanchez     | Darija Jurak Xenia Knoll                 | 6-4, 6-3          | Parcours |
| 4  | 01-04-2019 | Abierto GNP Seguros Monterrey          | Intern'l  | 226 750 $   | Dur (ext.)      | Maria Sanchez     | Monique Adamczak Jessica Moore           | 7-62, 6-4         | Parcours |
| 5  | 06-01-2020 | ASB Classic Auckland                   | Intern'l  | 251 750 $   | Dur (ext.)      | Taylor Townsend   | Serena Williams Caroline Wozniacki       | 6-4, 6-4          | Parcours |
| 6  | 15-03-2021 | Abierto GNP Seguros Monterrey          | WTA 250   | 235 238 $   | Dur (ext.)      | Caroline Dolehide | Heather Watson Zheng Saisai              | 6-2, 6-3          | Parcours |
| 7  | 04-01-2022 | Melbourne Summer Set 1 Melbourne       | WTA 250   | 239 477 $   | Dur (ext.)      | Jessica Pegula    | Jasmine Paolini Sara Errani              | 6-3, 6-1          | Parcours |
| 8  | 01-01-2023 | Adélaïde International 1 Adélaïde      | WTA 500   | 826 837 $   | Dur (ext.)      | Taylor Townsend   | Storm Hunter Kateřina Siniaková          | 6-2, 7-62         | Parcours |
| 9  | 05-02-2024 | Transylvania Open Cluj-Napoca          | WTA 250   | 267 082 $   | Dur (int.)      | Caty McNally      | Harriet Dart Tereza Mihalíková           | 6-3, 6-4          | Parcours |
| 10 | 29-07-2024 | Mudabala Citi DC Open Washington       | WTA 500   | 922 573 $   | Dur (ext.)      | Taylor Townsend   | Jiang Xinyu Wu Fang-hsien                | 7-60, 6-3         | Parcours |
| 11 | 13-08-2024 | Cincinnati Open Cincinnati             | WTA 1000  | 3 211 715 $ | Dur (ext.)      | Erin Routliffe    | Leylah Fernandez Yulia Putintseva        | 3-6, 6-1, [10-4]  | Parcours |
| 12 | 05-03-2025 | BNP Paribas Open Indian Wells          | WTA 1000  | 8 963 700 $ | Dur (ext.)      | Demi Schuurs      | Tereza Mihalíková Olivia Nicholls        | 6-2, 7-64         | Parcours |
| 13 | 09-06-2025 | The HSBC Championships Londres         | WTA 500   | 1 064 510 $ | Gazon (ext.)    | Demi Schuurs      | Anna Danilina Diana Shnaider             | 7-5, 63-7, [10-4] | Parcours |

### Finales en double dames
| No | Date       | Nom et lieu du tournoi                  | Catégorie | Dotation    | Surface      | Vainqueures                          | Partenaire         | Score            |          |
| -- | ---------- | --------------------------------------- | --------- | ----------- | ------------ | ------------------------------------ | ------------------ | ---------------- | -------- |
| 1  | 09-03-2022 | BNP Paribas Open Indian Wells           | WTA 1000  | 8 584 055 $ | Dur (ext.)   | Xu Yifan Yang Zhaoxuan               | Ena Shibahara      | 7-5, 7-64        | Parcours |
| 2  | 19-09-2022 | Hana Bank Korea Open Séoul              | WTA 250   | 251 750 $   | Dur (ext.)   | Kristina Mladenovic Yanina Wickmayer | Sabrina Santamaria | 6-3, 6-2         | Parcours |
| 3  | 19-05-2024 | Internationaux de Strasbourg Strasbourg | WTA 500   | 922 573 $   | Terre (ext.) | Cristina Bucșa Monica Niculescu      | Aldila Sutjiadi    | 3-6, 6-4, [10-6] | Parcours |
| 4  | 07-10-2024 | Wuhan Open Wuhan                        | WTA 1000  | 3 221 715 $ | Dur (ext.)   | Anna Danilina Irina Khromacheva      | Jessica Pegula     | 6-3, 7-66        | Parcours |

### Titres en double en WTA 125
| No | Date       | Nom et lieu du tournoi                | Catégorie | Dotation  | Surface      | Partenaire      | Finalistes                         | Score             |          |
| -- | ---------- | ------------------------------------- | --------- | --------- | ------------ | --------------- | ---------------------------------- | ----------------- | -------- |
| 1  | 02-03-2020 | Oracle Challenger Series Indian Wells | WTA 125   | 150 000 $ | Dur (ext.)   | Taylor Townsend | Catherine McNally Jessica Pegula   | 6-4, 6-4          | Parcours |
| 2  | 01-11-2021 | Dow Tennis Classic Midland            | WTA 125   | 115 000 $ | Dur (int.)   | Harriet Dart    | Peangtarn Plipuech Aldila Sutjiadi | 6-3, 2-6, [10-7]  | Parcours |
| 3  | 14-08-2022 | Odlum Brown VanOpen Vancouver         | WTA 125   | 115 000 $ | Dur (ext.)   | Miyu Kato       | Tímea Babos Angela Kulikov         | 6-3, 7-5          | Parcours |
| 4  | 31-10-2022 | Dow Tennis Classic Midland            | WTA 125   | 115 000 $ | Dur (int.)   | Alycia Parks    | Anna-Lena Friedsam Nadiia Kichenok | 6-2, 6-3          | Parcours |
| 5  | 13-05-2024 | Trophée Clarins Paris                 | WTA 125   | 115 000 $ | Terre (ext.) | Aldila Sutjiadi | Monica Niculescu Zhu Lin           | 7-63, 6-4, [11-9] | Parcours |

### Finales en double en WTA 125
| No | Date       | Nom et lieu du tournoi           | Catégorie | Dotation  | Surface      | Vainqueures                    | Partenaire     | Score             |          |
| -- | ---------- | -------------------------------- | --------- | --------- | ------------ | ------------------------------ | -------------- | ----------------- | -------- |
| 1  | 21-11-2016 | Hawaii Open Honolulu             | WTA 125   | 125 000 $ | Dur (ext.)   | Eri Hozumi Miyu Kato           | Nicole Gibbs   | 6-73, 6-3, [10-8] | Parcours |
| 2  | 20-11-2017 | Hawaii Open Honolulu             | WTA 125   | 125 000 $ | Dur (ext.)   | Hsieh Shu-ying Hsieh Su-wei    | Eri Hozumi     | 6-1, 7-63         | Parcours |
| 3  | 03-09-2018 | Oracle Challenger Series Chicago | WTA 125   | 140 000 $ | Dur (ext.)   | Mona Barthel Kristýna Plíšková | Maria Sanchez  | 6-3, 6-2          | Parcours |
| 4  | 15-05-2023 | Firenze Ladies Open Florence     | WTA 125   | 115 000 $ | Terre (ext.) | Vivian Heisen Ingrid Neel      | Giuliana Olmos | 1-6, 6-2, [10-8]  | Parcours |

## Parcours en Grand Chelem

### En simple dames
| Année | Open d'Australie | Open d'Australie     | Internationaux de France | Internationaux de France | Wimbledon | Wimbledon         | US Open         | US Open             |
| ----- | ---------------- | -------------------- | ------------------------ | ------------------------ | --------- | ----------------- | --------------- | ------------------- |
| 2007  | —                | —                    | —                        | —                        | —         | —                 | Q1              | Melinda Czink       |
| 2008  | —                | —                    | —                        | —                        | —         | —                 | 1er tour (1/64) | Aravane Rezaï       |
| 2009  | —                | —                    | —                        | —                        | —         | —                 | Q2              | Anastasia Rodionova |
|       |                  |                      |                          |                          |           |                   |                 |                     |
| 2014  | —                | —                    | —                        | —                        | —         | —                 | Q1              | Ksenia Pervak       |
|       |                  |                      |                          |                          |           |                   |                 |                     |
| 2016  | —                | —                    | —                        | —                        | Q1        | Andrea Hlaváčková | Q3              | Richèl Hogenkamp    |
| 2017  | Q1               | Barbora Krejčíková   | Q1                       | Kristie Ahn              | Q3        | Ons Jabeur        | Q1              | Riko Sawayanagi     |
| 2018  | Q1               | Elitsa Kostova       | —                        | —                        | —         | —                 | 1er tour (1/64) | María Sákkari       |
| 2019  | Q2               | Ivana Jorović        | —                        | —                        | Q1        | Arina Rodionova   | Q3              | Anna Kalinskaya     |
| 2020  | Q1               | Caty McNally         | Q2                       | Martina Trevisan         | Annulé    | Annulé            | 1er tour (1/64) | Olga Govortsova     |
| 2021  | Q1               | Verónica Cepede Royg | Q2                       | Liang En-shuo            | Q2        | Monica Niculescu  | Q1              | Maryna Zanevska     |
| 2022  | Q2               | Lesia Tsurenko       | Q1                       | Joanne Züger             | Q1        | Nadia Podoroska   | Q1              | Priscilla Hon       |
| 2023  | Q3               | Polina Kudermetova   | —                        | —                        | —         | —                 | —               | —                   |

N.B. : à droite du résultat se trouve le nom de l'ultime adversaire.

### En double dames
| Année | Open d'Australie                                                                        | Open d'Australie                                                                    | Internationaux de France                                                               | Internationaux de France                                                                 | Wimbledon                                                                         | Wimbledon                                                                              | US Open                                                                            | US Open |
| ----- | --------------------------------------------------------------------------------------- | ----------------------------------------------------------------------------------- | -------------------------------------------------------------------------------------- | ---------------------------------------------------------------------------------------- | --------------------------------------------------------------------------------- | -------------------------------------------------------------------------------------- | ---------------------------------------------------------------------------------- | ------- |
| 2008  | —                                                                                       | —                                                                                   | —                                                                                      | —                                                                                        | —                                                                                 | —                                                                                      | 1er tour (1/32) M. Oudin \|\| style="text-align:left;" \| S. Cîrstea M. Niculescu  |         |
| 2009  | —                                                                                       | —                                                                                   | —                                                                                      | —                                                                                        | —                                                                                 | —                                                                                      | 1er tour (1/32) C. McHale \|\| style="text-align:left;" \| C. Black L. Huber       |         |
|       |                                                                                         |                                                                                     |                                                                                        |                                                                                          |                                                                                   |                                                                                        |                                                                                    |         |
| 2014  | —                                                                                       | —                                                                                   | —                                                                                      | —                                                                                        | —                                                                                 | —                                                                                      | 1er tour (1/32) T. Townsend \|\| style="text-align:left;" \| A. Medina Y. Shvedova |         |
| 2015  | —                                                                                       | —                                                                                   | —                                                                                      | —                                                                                        | —                                                                                 | —                                                                                      | 2e tour (1/16) M. Sanchez \|\| style="text-align:left;" \| S. Errani F. Pennetta   |         |
| 2016  | —                                                                                       | —                                                                                   | 1er tour (1/32) S. Vogt \|\| style="text-align:left;" \| A.L. Friedsam L. Siegemund    | —                                                                                        | —                                                                                 | 1/4 de finale T. Townsend \|\| style="text-align:left;" \| B. Mattek-Sands L. Šafářová |                                                                                    |         |
| 2017  | 1er tour (1/32) C. McHale \|\| style="text-align:left;" \| K. Srebotnik Zheng S.        | 1er tour (1/32) T. Townsend \|\| style="text-align:left;" \| E. Hozumi M. Kato      | 1er tour (1/32) T. Townsend \|\| style="text-align:left;" \| L. Hradecká K. Siniaková  | 1er tour (1/32) A. Tomljanović \|\| style="text-align:left;" \| J. Janković A. Sevastova |                                                                                   |                                                                                        |                                                                                    |         |
| 2018  | —                                                                                       | —                                                                                   | —                                                                                      | —                                                                                        | 1er tour (1/32) N. Broady \|\| style="text-align:left;" \| C. McHale J. Ostapenko | 2e tour (1/16) J. Brady \|\| style="text-align:left;" \| D. Jakupović I. Khromacheva   |                                                                                    |         |
| 2019  | 1/8 de finale K. Christian \|\| style="text-align:left;" \| A. Klepač M.J. Martínez     | 1er tour (1/32) M. Sanchez \|\| style="text-align:left;" \| Hsieh S.-w. B. Strýcová | 1er tour (1/32) T. Townsend \|\| style="text-align:left;" \| E. Alexandrova V. Golubic | 1er tour (1/32) R. Atawo \|\| style="text-align:left;" \| D. Kasatkina A. Kontaveit      |                                                                                   |                                                                                        |                                                                                    |         |
| 2020  | 2e tour (1/16) S. Santamaria \|\| style="text-align:left;" \| G. Dabrowski J. Ostapenko | 1/4 de finale J. Pegula \|\| style="text-align:left;" \| A. Guarachi D. Krawczyk    | Annulé                                                                                 | Annulé                                                                                   | 1/2 finale T. Townsend \|\| style="text-align:left;" \| N. Melichar Xu Y.         |                                                                                        |                                                                                    |         |
| 2021  | 1er tour (1/32) J. Pegula \|\| style="text-align:left;" \| S. Aoyama E. Shibahara       | 2e tour (1/16) J. Pegula \|\| style="text-align:left;" \| L. Hradecká L. Siegemund  | 1/8 de finale J. Pegula \|\| style="text-align:left;" \| Hsieh S-w. E. Mertens         | 1er tour (1/32) J. Pegula \|\| style="text-align:left;" \| A. Krueger R. Montgomery      |                                                                                   |                                                                                        |                                                                                    |         |
| 2022  | 2e tour (1/16) J. Pegula \|\| style="text-align:left;" \| D. Collins D. Krawczyk        | 1/8 de finale E. Shibahara \|\| style="text-align:left;" \| M. Keys T. Townsend     | 1/8 de finale E. Shibahara \|\| style="text-align:left;" \| A. Rosolska E. Routliffe   | 1/8 de finale E. Shibahara \|\| style="text-align:left;" \| G. Dabrowski G. Olmos        |                                                                                   |                                                                                        |                                                                                    |         |
| 2023  | 2e tour (1/16) T. Townsend \|\| style="text-align:left;" \| T. Mihalíková A. Sasnovich  | 1/8 de finale G. Olmos \|\| style="text-align:left;" \| A. Bondár G. Minnen         | 1er tour (1/32) G. Olmos \|\| style="text-align:left;" \| T. Babos K. Flipkens         | 1er tour (1/32) C. Dolehide \|\| style="text-align:left;" \| L. Siegemund V. Zvonareva   |                                                                                   |                                                                                        |                                                                                    |         |
| 2024  | 1er tour (1/32) S. Kenin \|\| style="text-align:left;" \| Chan H.-c. G. Olmos           | 2e tour (1/16) A. Sutjiadi \|\| style="text-align:left;" \| G. Olmos A. Panova      | 1/8 de finale A. Sutjiadi \|\| style="text-align:left;" \| T. Babos N. Kichenok        | 1/8 de finale H. Watson \|\| style="text-align:left;" \| K. Siniaková T. Townsend        |                                                                                   |                                                                                        |                                                                                    |         |
| 2025  | 1/8 de finale D. Schuurs \|\| style="text-align:left;" \| M. Kato R. Zarazúa            | 1/8 de finale D. Schuurs \|\| style="text-align:left;" \| A. Danilina A. Krunić     | 2e tour (1/16) D. Schuurs \|\| style="text-align:left;" \| K. Birrell M. Joint         |                                                                                          |                                                                                   |                                                                                        |                                                                                    |         |

N.B. : le nom du ou de la partenaire se trouve sous le résultat ; les noms des ultimes adversaires se trouvent à droite.

### En double mixte
| Année | Open d'Australie                                                                | Open d'Australie                                                                           | Internationaux de France                                                              | Internationaux de France                                                                 | Wimbledon                                                                           | Wimbledon                                                                       | US Open                                                                     | US Open |
| ----- | ------------------------------------------------------------------------------- | ------------------------------------------------------------------------------------------ | ------------------------------------------------------------------------------------- | ---------------------------------------------------------------------------------------- | ----------------------------------------------------------------------------------- | ------------------------------------------------------------------------------- | --------------------------------------------------------------------------- | ------- |
| 2014  | —                                                                               | —                                                                                          | —                                                                                     | —                                                                                        | —                                                                                   | —                                                                               | 1er tour (1/16) T. Fritz \|\| style="text-align:left;" \| A. Barty J. Peers |         |
|       |                                                                                 |                                                                                            |                                                                                       |                                                                                          |                                                                                     |                                                                                 |                                                                             |         |
| 2017  | —                                                                               | —                                                                                          | —                                                                                     | —                                                                                        | 1er tour (1/32) N. Monroe \|\| style="text-align:left;" \| O. Savchuk A. Sitak      | —                                                                               | —                                                                           |         |
|       |                                                                                 |                                                                                            |                                                                                       |                                                                                          |                                                                                     |                                                                                 |                                                                             |         |
| 2019  | —                                                                               | —                                                                                          | 2e tour (1/8) L. Bambridge \|\| style="text-align:left;" \| A. Rosolska N. Mektić     | 2e tour (1/16) L. Bambridge \|\| style="text-align:left;" \| A. Klepač E. Roger-Vasselin | 1er tour (1/16) A. Krajicek \|\| style="text-align:left;" \| D. Schuurs H. Kontinen |                                                                                 |                                                                             |         |
|       |                                                                                 |                                                                                            |                                                                                       |                                                                                          |                                                                                     |                                                                                 |                                                                             |         |
| 2021  | 1er tour (1/16) L. Saville \|\| style="text-align:left;" \| E. Perez A. Harris  | —                                                                                          | —                                                                                     | 2e tour (1/16) L. Bambridge \|\| style="text-align:left;" \| D. Krawczyk N. Skupski      | 1er tour (1/16) J. Withrow \|\| style="text-align:left;" \| G. Olmos M. Arévalo     |                                                                                 |                                                                             |         |
| 2022  | 1er tour (1/16) F. Martin \|\| style="text-align:left;" \| S. Stosur M. Ebden   | 1er tour (1/16) L. Glasspool \|\| style="text-align:left;" \| A. Klepač R. Bopanna         | 1er tour (1/16) T. Kokkinakis \|\| style="text-align:left;" \| D. Krawczyk N. Skupski | —                                                                                        | —                                                                                   |                                                                                 |                                                                             |         |
| 2023  | —                                                                               | —                                                                                          | 1/4 de finale L. Glasspool \|\| style="text-align:left;" \| G. Dabrowski N. Lammons   | —                                                                                        | —                                                                                   | 1er tour (1/16) J. Withrow \|\| style="text-align:left;" \| A. Krueger E. Quinn |                                                                             |         |
| 2024  | —                                                                               | —                                                                                          | 2e tour (1/8) A. Behar \|\| style="text-align:left;" \| Zhang S. M. Arévalo           | 2e tour (1/8) A. Molteni \|\| style="text-align:left;" \| G. Olmos S. González           | 1er tour (1/16) A. Molteni \|\| style="text-align:left;" \| T. Townsend D. Young    |                                                                                 |                                                                             |         |
| 2025  | 1/4 de finale A. Molteni \|\| style="text-align:left;" \| E. Routliffe M. Venus | 1er tour (1/16) A. Molteni \|\| style="text-align:left;" \| L. Siegemund É. Roger-Vasselin | 2e tour (1/8) A. Molteni \|\| style="text-align:left;" \| L. Stefani J. Salisbury     | —                                                                                        | —                                                                                   |                                                                                 |                                                                             |         |

N.B. : le nom du ou de la partenaire se trouve sous le résultat ; les noms des ultimes adversaires se trouvent à droite.

## Parcours en WTA 1000
Les tournois WTA 1000 constituent les catégories d'épreuves les plus prestigieuses, après les quatre levées du Grand Chelem.

### En simple dames
| Année |       |                |                |        |      |        |            |       |             |                 |  |                              |
| Doha  | Dubaï | Indian Wells   | Miami          | Madrid | Rome | Canada | Cincinnati | Pékin | Guadalajara | Guadalajara     |  |                              |
| Doha  | Dubaï | Indian Wells   | Miami          | Madrid | Rome | Canada | Cincinnati | Pékin | Guadalajara | Guadalajara     |  |                              |
| Doha  | Dubaï | Indian Wells   | Miami          | Madrid | Rome | Canada | Cincinnati | Pékin | Guadalajara | Guadalajara     |  |                              |
| 2022  |       |                | Hors catégorie |        |      |        |            |       |             | Hors calendrier |  | 1er tour (1/32) E. Mertens   |
| 2023  |       | Hors catégorie |                |        |      |        |            |       |             |                 |  | 1er tour (1/32) L. Fernandez |

Sous le résultat, l’ultime adversaire.
1. 1 2   Les tournois de Doha et Dubaï alternent le statut de tournoi WTA 1000 (ex Premier 5) entre 2009 et 2023 : les trois premières éditions ont lieu à Dubaï, les trois suivantes à Doha, puis Dubaï accueille le tournoi de cette catégorie les années impaires et Dubaï les années paires. De 2011 à 2023, la ville qui n’accueille pas de WTA 1000 organise à la place un tournoi WTA 500 (ex Premier).
2. 1 2 3 4 5 6   L’ordre de déroulement des tournois a évolué depuis 2009 : Rome se dispute avant Madrid et Cincinnati avant Montréal/Toronto jusqu’en 2010, tandis que Tokyo/Wuhan/Guadalajara ont lieu avant Pékin jusqu’en 2023.
3. ↑  Le 1er décembre 2021, le président de la WTA, Steve Simon, annonce que tous les tournois prévus en Chine et à Hong Kong sont suspendus à partir de 2022, en raison de préoccupations concernant la sécurité et le bien-être de la joueuse de tennis chinoise Peng Shuai après ses allégations de relations sexuelles non-consenties avec Zhang Gaoli, membre de haut rang du Parti communiste chinois. Le tournoi de Pékin revient en 2023. Le tournoi de Guadalajara remplace celui de Wuhan pendant deux ans, ce dernier réapparaissant en 2024.

## Classements WTA en fin de saison
| Année          | 2007 | 2008 | 2009 | 2010 | 2011 | 2012 | 2013 | 2014 | 2015 | 2016 | 2017 | 2018 | 2019 | 2020 | 2021 | 2022 | 2023 | 2024 |
| Rang en simple | 593  | 402  | 376  | 459  | 385  | 471  | 299  | 291  | 256  | 185  | 155  | 194  | 206  | 198  | 215  | 164  | 351  | –    |
| Rang en double | 810  | 660  | 420  | 268  | 179  | 169  | 104  | 127  | 89   | 46   | 108  | 62   | 55   | 36   | 44   | 28   | 50   | 15   |

Source : (en) Classements de Asia Muhammad sur le site officiel de la Fédération internationale de tennis